# حجر الغوانش
حجر الغوانش ويُعرَف كذلك باسمِ حجر تاغانانا، هو تمثالٌ من الحجر منقوشٌ يقعُ في قرية أفور بالقربِ من تاغانانا (ومن هنا جاء الاسم)، في جزيرة تنريفي، جزر الكناري في إسبانيا. هذا التمثال مصنوعٌ من الصخور البركانية الحمراء.

## المميّزات
يتكون هذا الموقع الأثري من هيكل مكون من كتلة حجرية تتميز بنقوش صخرية كبيرة على سطحه، مرتفعة على ثلاثة صخور أخرى أصغر. التجميع له مظهر مشابه للجدول. ترتبطُ هذه الكتلة المتجانسة بممارسات التحنيط الخاصة بالسكان الأصليين غوانش (بالإسبانية: Guanches)‏، ولهذا السبب يُطلق على الحجر أيضًا اسم حجر الموتى (بالإسبانية: Mirlado Stone)‏. يُعتَبر هذا التمثال عنصر فريد في سياق ما قبل التاريخ الكناري، حيث يقعُ في المنطقة الخارجية الساحلية في واد أفور، ومنقوشٌ على صفوف حجرية مرتبة عموديًا، كما يبرز وجود تمثيل للإلهة القرطاجية تانيت، ممثلةً برمزٍ على شكل قنينة محاطة بزخارف صليبية. يذكر المخطط العام للنصب التذكاري شكل اللوحات،  مثل الأحجار الرونية. لهذا السبب، يُعتقد أنه كان في الأصل مذبحًا للتضحية مرتبطًا بتلك الموجودة في الديانات الساميّة القديمة ثم أعيد استخدامه لطقوس التحنيط.